# Vince Taylor (cantante)
Brian Maurice Holden, in arte Vince Taylor (Isleworth, 14 luglio 1939 – Lutry, 28 agosto 1991), è stato un cantante e musicista britannico.
Come leader della band The Playboys, Taylor ebbe successo principalmente in Francia alla fine degli anni cinquanta e all'inizio dei sessanta, prima di cadere nell'oblio a causa di problemi personali e all'abuso di droghe.
Secondo quanto riferito da David Bowie, Taylor fu la sua principale fonte di ispirazione per la creazione del personaggio di Ziggy Stardust.
È l'autore del brano Brand New Cadillac, poi reinterpretato dai Clash nell'album London Calling del 1979.

## Biografia
Taylor nacque a Isleworth, nel Middlesex. Quando aveva sette anni, la sua famiglia emigrò negli Stati Uniti e si stabilì nel New Jersey dove il padre aveva trovato un impiego. Circa nel 1955, la sorella, Sheila, sposò Joe Barbera (quello di "Hanna-Barbera"). Come conseguenza del matrimonio, la famiglia si trasferì in California, dove Taylor frequentò la Hollywood High School. Da adolescente, Taylor prese svariate lezioni di volo ed ottenne un brevetto da pilota.

### Carriera musicale

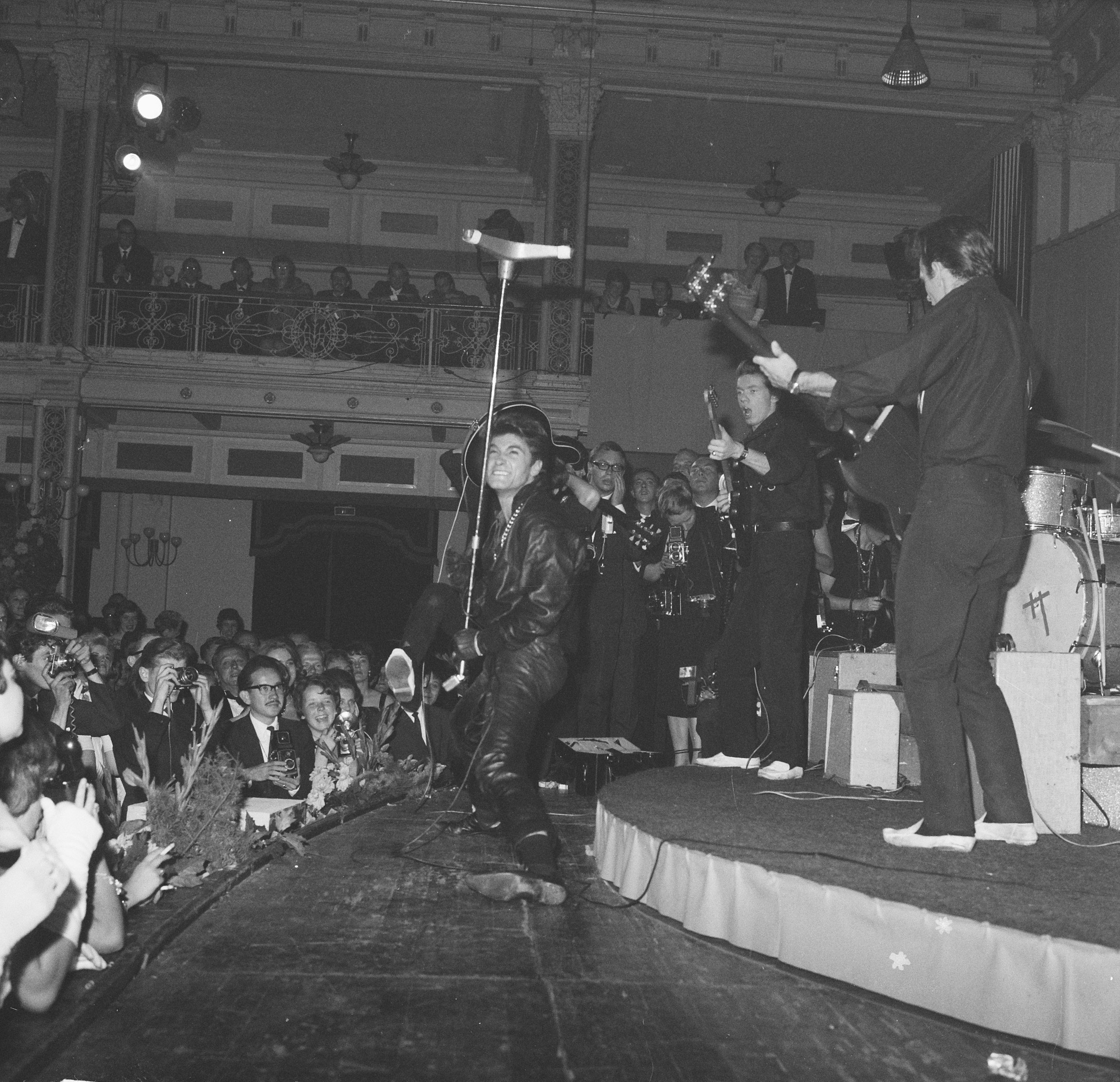
Vince Taylor and The Playboys nel 1962 al Kurhaus di Scheveningen.

All'età di 18 anni, impressionato dalla musica di Gene Vincent ed Elvis Presley, Taylor iniziò a cantare, principalmente a livello amatoriale. Barbera, suo cognato, divenne il suo manager. Quando Barbera andò a Londra per lavoro, chiese a Taylor di raggiungerlo. A Londra, Taylor si recò al the 2i's Coffee Bar su Old Compton Street a Soho, dove stava esibendosi Tommy Steele. Lì fece la conoscenza del batterista Tony Meehan (in seguito membro degli Shadows) e del bassista Tex Makins. Insieme formarono un band chiamata "The Playboys". In quel periodo, notando che sui pacchetti di sigarette Pall Mall c'era la scritta "In hoc signo vinces", decise che il suo nuovo nome d'arte sarebbe stato "Vince Taylor".
I primi singoli del gruppo uscirono sotto etichetta Parlophone nel 1958, I Like Love e Right Behind You Baby, seguiti a diversi mesi di distanza da Pledgin' My Love / Brand New Cadillac. La Parlophone non rimase soddisfatta del riscontro commerciale avuto e rescisse il contratto. Taylor si trasferì quindi alla Palette Records ed incise I'll Be Your Hero, lato B Jet Black Machine, 45 giri che venne pubblicato il 19 agosto 1960.
Il 23 aprile 1960 la ABC-TV trasmise la prima puntata del loro nuovo show musicale settimanale, Wham!, al quale prese parte Taylor insieme a Dickie Pride, Billy Fury, Joe Brown, Jess Conrad, Little Tony, e Johnny Kidd & The Pirates.
Tuttavia, la sua imprevedibile personalità, sebbene dinamica sul palco, causò svariati dissidi tra i membri della band, e i Playboys licenziarono Taylor cambiando il nome del gruppo in "The Bobbie Clarke Noise".
Nonostante tutto, Taylor rimase in rapporti amichevoli con gli ex-compagni e chiese loro di accompagnarli durante un concerto a Parigi. Si vestì nel suo caratteristico completo di pelle nera, aggiungendo anche una catena al collo con un medaglione con raffigurata Giovanna d'Arco, che aveva acquistato appena arrivato in Francia a Calais. Una versione della storia, afferma che la performance di Taylor fu talmente incendiaria durante il sound check, che gli organizzatori decisero di scritturare Taylor sul momento. Eddie Barclay gli fece firmare un contratto discografico della durata di sei anni con la Barclay Records.

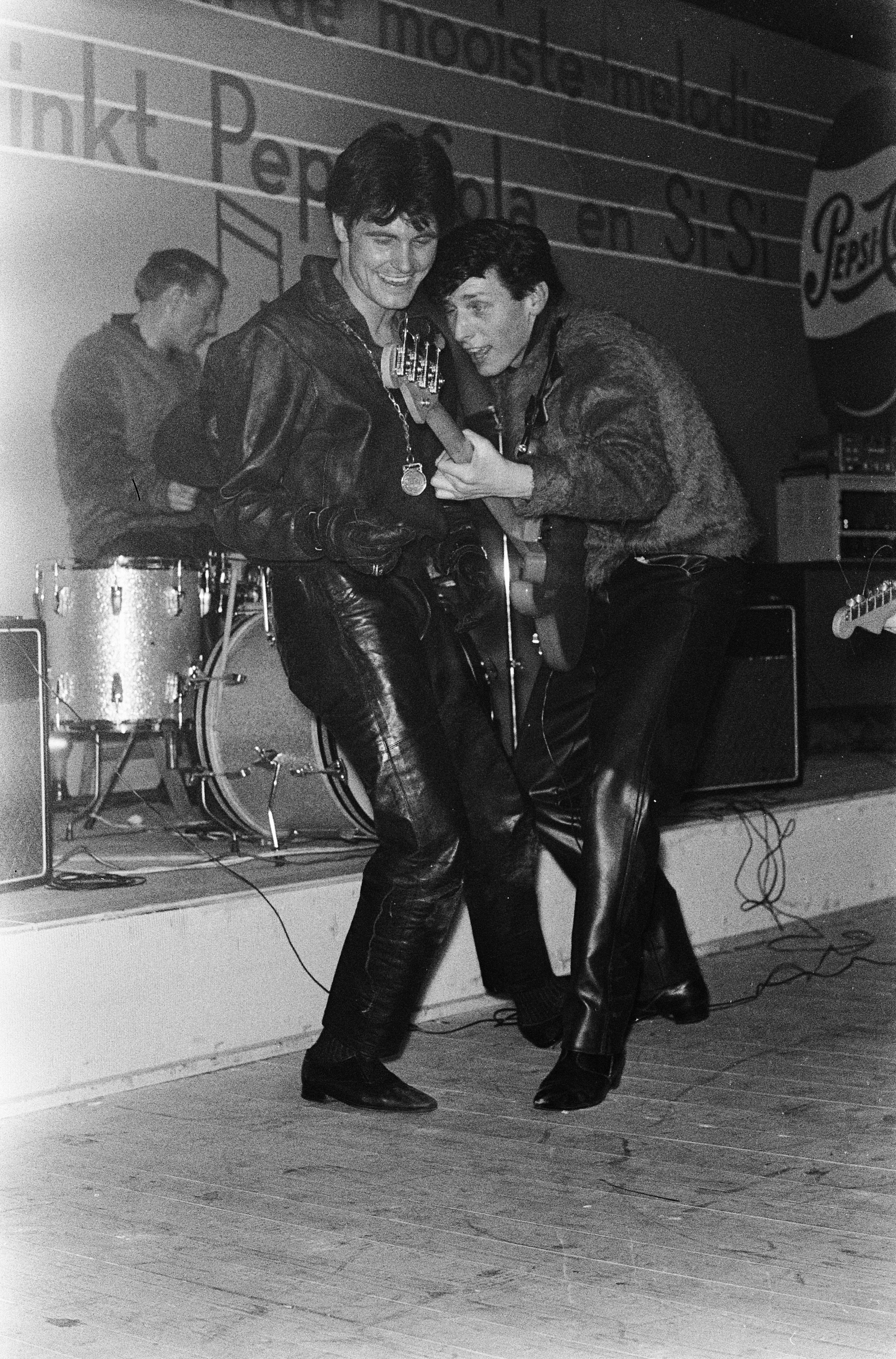
Vince Taylor (1963)

Durante il 1961 e 1962, Taylor girò in tour per l'Europa con la band di Clarke, adesso tornata al nome "Vince Taylor and his Playboys". Tra un concerto ed un altro, incisero diversi EP e un album di 20 canzoni ai Barclay Studios di Parigi.
Alla fine del 1962, Vince Taylor and the Playboys erano il nome di punta in cartellone all'Olympia di Parigi. Sylvie Vartan apriva i loro concerti.
Poco tempo dopo i rapporti tra i membri della band degenerarono nuovamente, e il gruppo si sciolse. Taylor iniziò ad esibirsi con una backing band di musicisti britannici chiamata The Echoes (che suonò anche con Gene Vincent quando era in tour in Inghilterra), ma continuò a presentarla sul palco come i Playboys.
Nel febbraio 1964, un nuovo singolo Memphis Tennessee, cover di un brano di Chuck Berry, venne pubblicato su etichetta Barclay Records. All'epoca i Playboys erano costituiti da Joey Greco e Claude Djaoui alle chitarre, Ralph Di Pietro al basso, e Bobbie Clarke alla batteria. Il gruppo era sotto contratto con la Johnny Hallyday Orchestra.
Hallyday andò a fare il militare, e Clarke si unì nuovamente a Taylor ed insieme riformarono i Bobbie Clarke Noise con Ralph Danks (chitarra), Alain Bugby dei The Strangers (basso), Johnny Taylor (chitarra ritmica), e "Stash" Prince Stanislas Klossowski de Rola (percussioni). Il manager era Jean Claude Camus, e la band intraprese un tour in Spagna.
Successivamente il gruppo si sciolse, e Taylor, oppresso da forti problemi con droga e alcol, si unì ad un movimento religioso fondamentalista.
Clarke si preoccupò dell'amico ed organizzò per lui un ritorno sulle scene, con una tournée di un mese in Francia. Eddie Barclay diede una seconda possibilità a Taylor, che quindi continuò ad esibirsi ed incidere dischi in maniera sporadica per tutti gli anni settanta e ottanta, senza ottenere particolare successo, fino alla morte.

### Morte
Taylor morì nell'agosto 1991 all'età di 52 anni a causa di un tumore. Venne sepolto a Losanna, in Svizzera.

## Discografia parziale

### Album
- 1961 : Le Rock C'est Ça !
- 1965 : Vince...!
- 1967 : L'Épopée du Rock
- 1975 : Cadillac
- 1980 : Luv
- 1984 : Ave Maria
- 1987 : Bien compris...
- 2014 : The Complete Works 1958-1965

### Singoli
- 1961
  - Sweet Little Sixteen
  - C'mon Everybody
  - So Glad You're Mine
  - Shakin' All Over
  - Whole Lotta Twisting Goin' On
- 1962
  - Peppermint Twist
  - Brand New Cadillac
- 1964
  - Memphis Tennessee
  - A Shot of Rhythm and Blues